# Chisocheton sarasinorum
Chisocheton sarasinorum är en tvåhjärtbladig växtart som beskrevs av Hermann August Theodor Harms. Chisocheton sarasinorum ingår i släktet Chisocheton och familjen Meliaceae. Inga underarter finns listade i Catalogue of Life.